# Эфендиев, Тимучин Ильяс оглы
Тимучин Ильяс оглы Эфендиев (азерб. Timuçin İlyas oğlu Əfəndiyev; род. 1945, Баку) — азербайджанский литературовед и искусствовед, член Союза писателей Азербайджана, Союза художников Азербайджана, Союза театральных деятелей Азербайджана, доктор филологических наук, профессор, заслуженный деятель искусств Азербайджанской Республики (2000), заслуженный деятель науки Азербайджанской Республики (2013), ректор Азербайджанского государственного университета культуры и искусств (1987-2014), ректор Бакинской академии хореографии (с 2014).

## Жизнь и деятельность
Тимучин Ильяс оглы Эфендиев родился 17 июля 1945 года в Баку в семье известного азербайджанского писателя и драматурга, народного писателя Ильяса Эфендиева. В 1963 году поступил на факультет востоковедения Бакинского государственного университета. После окончания университета в 1968 году Тимучин Эфендиев работал в Комитете молодежной организации. В 1969 году поступил в аспирантуру Национальной Академии Наук Азербайджана, в 1972 году окончил аспирантуру, защитил диссертацию на тему «Творчество Гусейна Джавида» и получил степень кандидата филологических наук. В 1972-1977 годах Тимучин Эфендиев работал научным сотрудником в Институте литературы имени Низами Национальной академии наук Азербайджана, в 1977-1978 годах — ученым-секретарём. В 1989 году решением Высшей аттестационной комиссии при Совете Министров СССР ему было присвоено звание профессора искусствоведения, а в 1999 году он защитил докторскую диссертацию на тему «История и искусство в романтической драматургии» и получил степень доктора филологических наук.
В 1977-2014 годах Тимучин Эфендиев работал в Азербайджанском государственном университете культуры и искусств. Здесь он работал сначала старшим преподавателем, затем доцентом, а с 1987 года — профессором. В 1978-1987 годах Тимучин Эфендиев был деканом объединенного факультета театрального и изобразительного искусств, а  в 1987-2014 годах ректором Азербайджанского государственного университета культуры и искусств. За время руководства профессора Т. Эфендиева Институт искусств, состоящий только из двух специальностей, стал первым образовательным учреждением после Бакинского государственного университета, получившим статус университета, и стал Азербайджанским государственным университетом культуры и искусств с подготовкой кадров по 32 специальностям. Распоряжением Президента Азербайджанской Республики от 26 декабря 2014 года профессор Т. Эфендиев назначен ректором новосозданной Бакинской академии хореографии.
Тимучин Эфендиев, чьи первые литературно-критические статьи были опубликованы в 1973 году на страницах журнала «Улдуз» («Звезда») , впоследствии стал автором сотен научно-публицистических-статей, многочисленных книг и монографий, опубликованных в Азербайджане и за рубежом. Профессор Тимучин Эфендиев в качестве докладчика принимал участие во многих международных научных конференциях и имеет особые заслуги в деле популяризации азербайджанской культуры и искусства в США, Англии, Италии, Турции, Иране, Египте и многих других странах.

## Награды и премии
- Орден «Слава» (12 июля 2005) — за заслуги в развитии азербайджанской культуры[1].
- Заслуженный деятель искусств Азербайджанской Республики (28 октября 2000) — за заслуги в развитии азербайджанской культуры[2].
- Заслуженный деятель науки Азербайджанской Республики (10 декабря 2013) — за заслуги в развитии образования в Азербайджане[3].
- Почётный диплом Президента Азербайджанской Республики (1 сентября 2015) — за заслуги в развитии азербайджанского образования[4].
- Золотая медаль «Театральный деятель»[азерб.] (2005, Союз театральных деятелей Азербайджана).
- Лауреат премии "Хумай".
- Лауреат премии имени академика Юсифа Мамедалиева.
- Действительный член Международной гуманитарной европейско-азиатской академии  - за вклад в расширение межгосударственных культурных связей и за фундаментальные научные исследования по культуре и искусству.
- «Ведущий педагог мира» (Библиографический центр Кембриджского университета, Англия)
- Награжден многочисленными медалями и медалью «100-летие республики».

## Семья
Женат. Имеет дочь и сына.
- Отец — народный писатель Ильяс Эфендиев.
- Брат — народный писатель Эльчин.
- Дочь — советник Министерства иностранных дел Азербайджанской Республики, дипломат, доктор культурологических наук, доцента Нигяр Эфендиева.
- Сын — художник и актер Ялчин Эфендиев.
- Сын — президент Международного фонда Ильяса Эфендиева, доктор философии по искусствоведению, доцент Турал Эфендиев

## Книги
- «Мир идей Гусейна Джавида»
- «История и искусство в романтической драматургии»
- «Методы в азербайджанской драматургии»
- "Азербайджанская культура и искусство"
- «История азербайджанского театра»
- «Историзм и современность в культуре»
- «Гусейн Джавид: поиски идеальной правды»
- «По следам прожитых лет»
- «Романтизм: становление, проблемы, личности»
- "Бакинская академия хореографии: путь, начатый с традиции"
- и др.